# Maryna
Maryna [pronunciación en polaco: /maˈrɨna/] es un pueblo ubicado en el distrito administrativo de Gmina Bakałarzewo, dentro del Condado de Suwałki, Voivodato de Podlaquia, en el norte de Polonia oriental. Se encuentra aproximadamente a 8 kilómetros al este de Bakałarzewo, a 13 kilómetros al oeste de Suwałki, y a 113 kilómetros al norte de la capital regional Białystok.